# Shibam
Shibam (en árabe شبام) es una ciudad de Yemen, situada en la Gobernación de Hadramaut y poblada por unos 7000 habitantes. Existen datos de su existencia desde el siglo II a. C. Fue en numerosas ocasiones la capital del reino de Hadramaut. Se inscribió en el Patrimonio de la Humanidad de la Unesco en el año 1982.

## Historia
Hacia finales del siglo II ya era la capital de la región Hadramaut después de que las tribus seminómadas destruyeran la anterior capital Shabwa. Hasta el siglo XVI Shibam fue un importante centro comercial de la región, lugar de transporte e intercambio de las mercancías que provenían de la «ruta del incienso».
La ciudad se vio afectada por las inundaciones que asolaron Yemen en 2008.

## Arquitectura

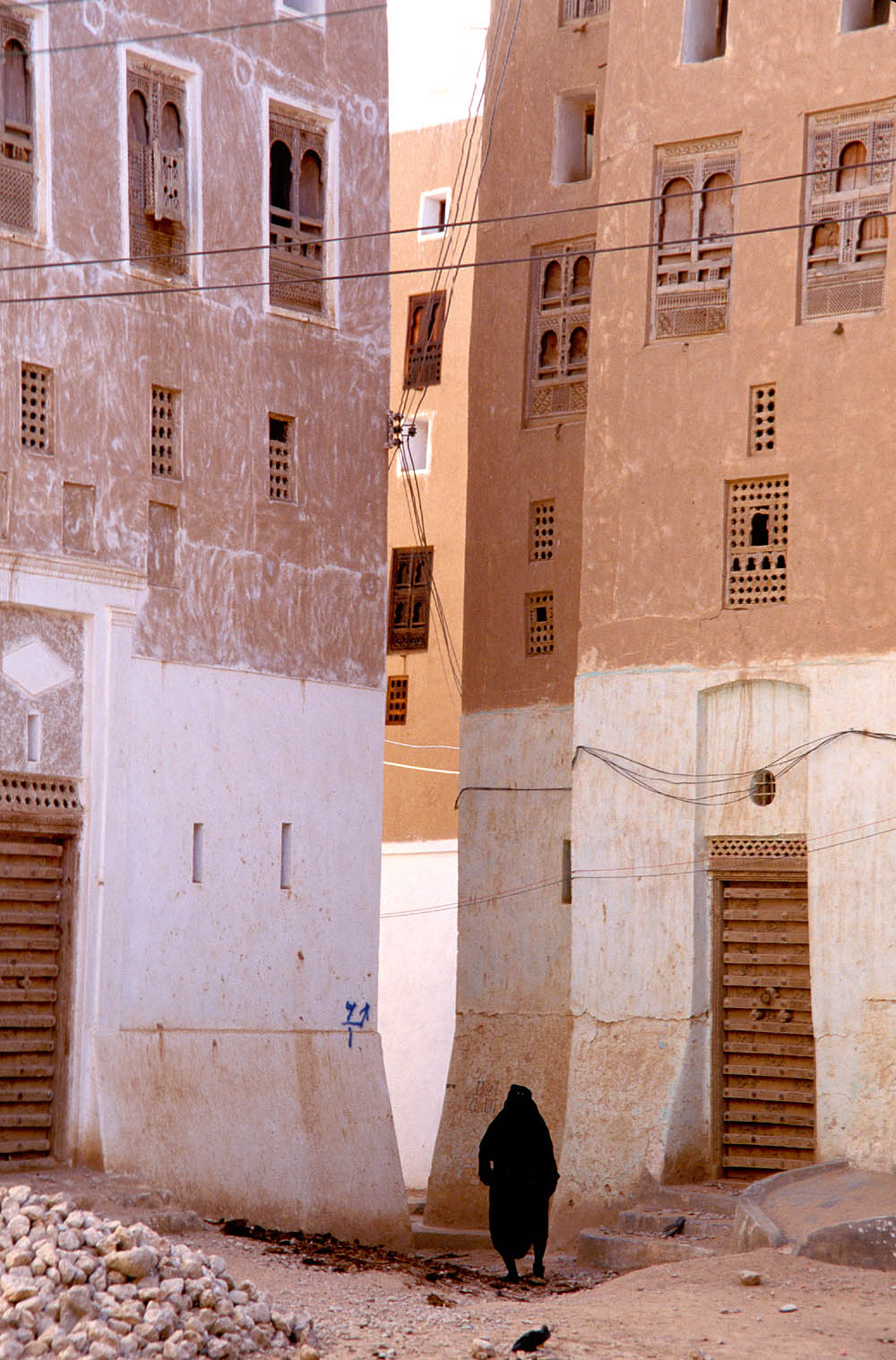
Vista de una calle de la ciudad amurallada en 1999.

Su arquitectura con edificios de varios pisos, de adobe, separados por un laberinto de callejones estrechos, le vale el sobrenombre de Manhattan del desierto o «la más antigua ciudad de rascacielos del mundo». El método de construcción de los edificios en tierra cruda es ancestral, siendo los más antiguos que se conservan del siglo XVI.
La ciudad es el ejemplo más antiguo de planificación urbana basada en los principios de la construcción vertical, un plano bien definido. Los edificios más altos alcanzan las 16 plantas y una altura de hasta 40 metros, siendo el minarete, con 50 metros, el edificio más alto de la ciudad. Para proteger las edificaciones de las inclemencias, las fachadas son recubiertas con un baño espeso que hay que renovar regularmente. Un gran programa de restauración está actualmente en marcha.

## Estado actual
Malas gestiones en su manejo, amenazas naturales y el conflicto armado acontecido durante el año 2015, hacen que el comité del Patrimonio de la Humanidad de la Unesco inscriba al sitio en la lista de Patrimonio de la Humanidad en peligro en julio del año 2015.

## La ciudad en la cultura popular
Es Shibam donde Pier Paolo Pasolini rodó la película Las mil y una noches, estrenada en 1974 en Francia.
Recientemente esta ciudad, junto con la mezquita de Muhammad Alí, ha sido reconocida por tener una porción de su paisaje usada como skybox de «Wet-Dry World», (Conocido en español como «Ciudad Esponja») el undécimo nivel del videojuego Super Mario 64.

## Galería

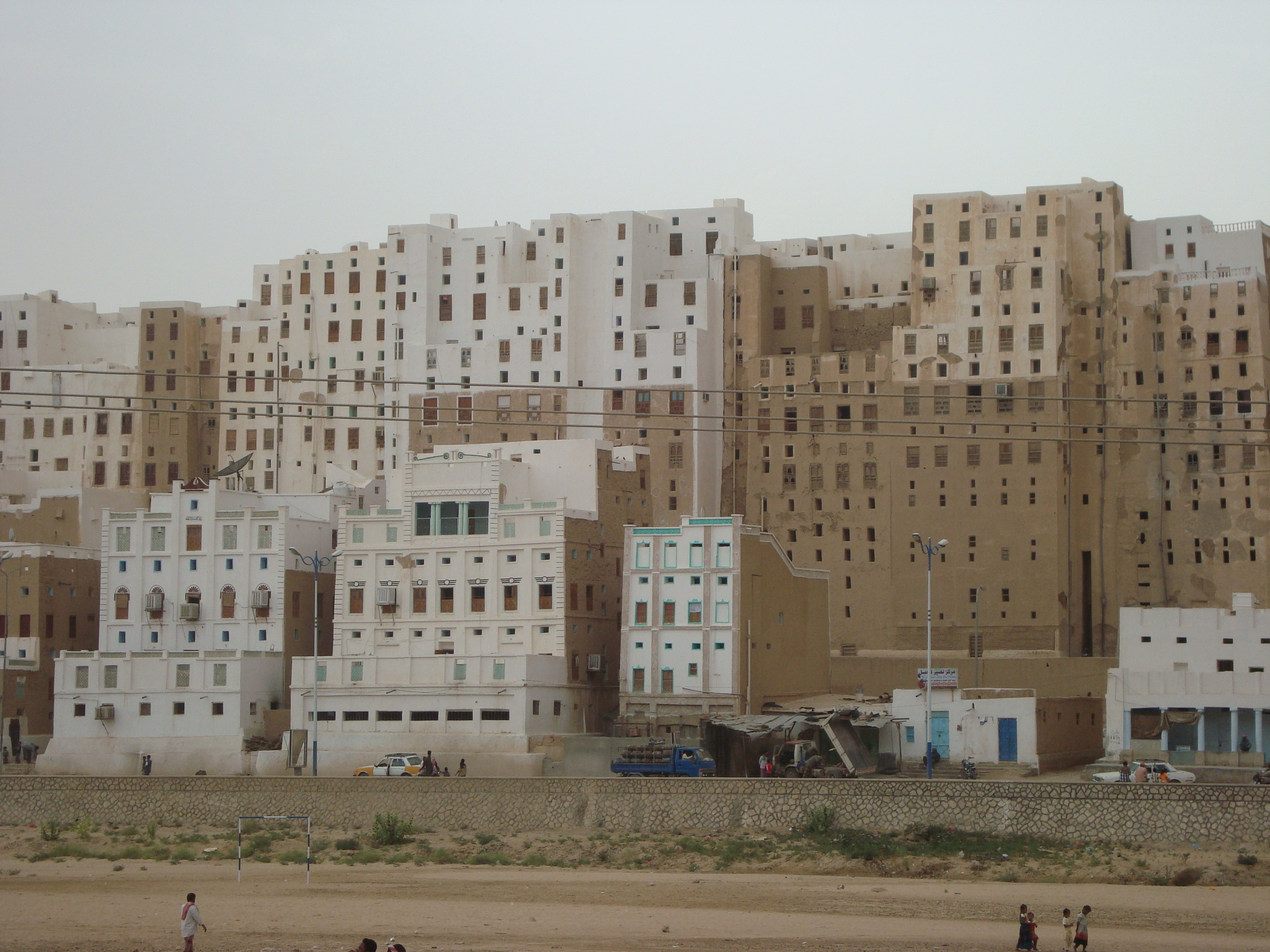
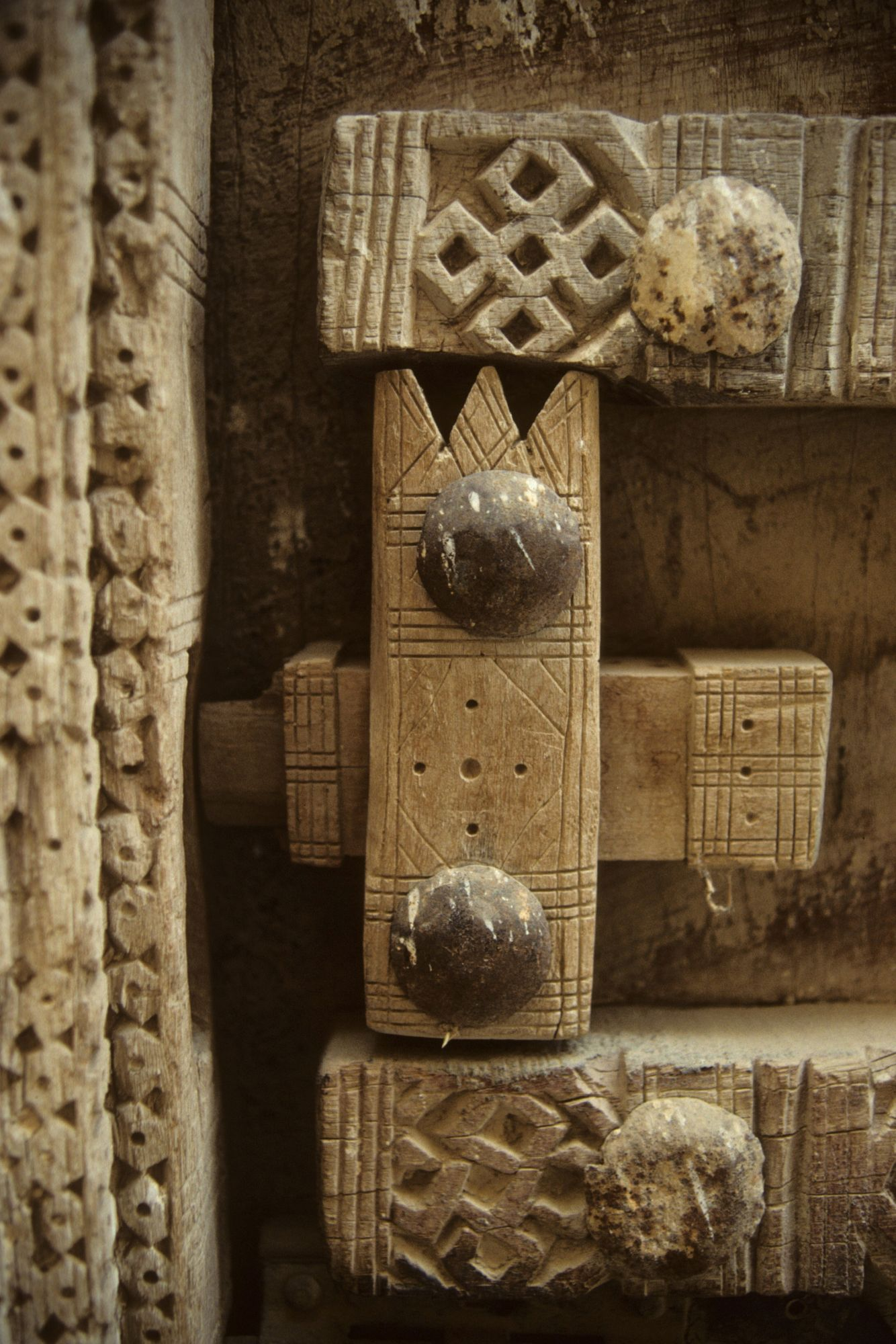
Detalle de una intrincada puerta de madera
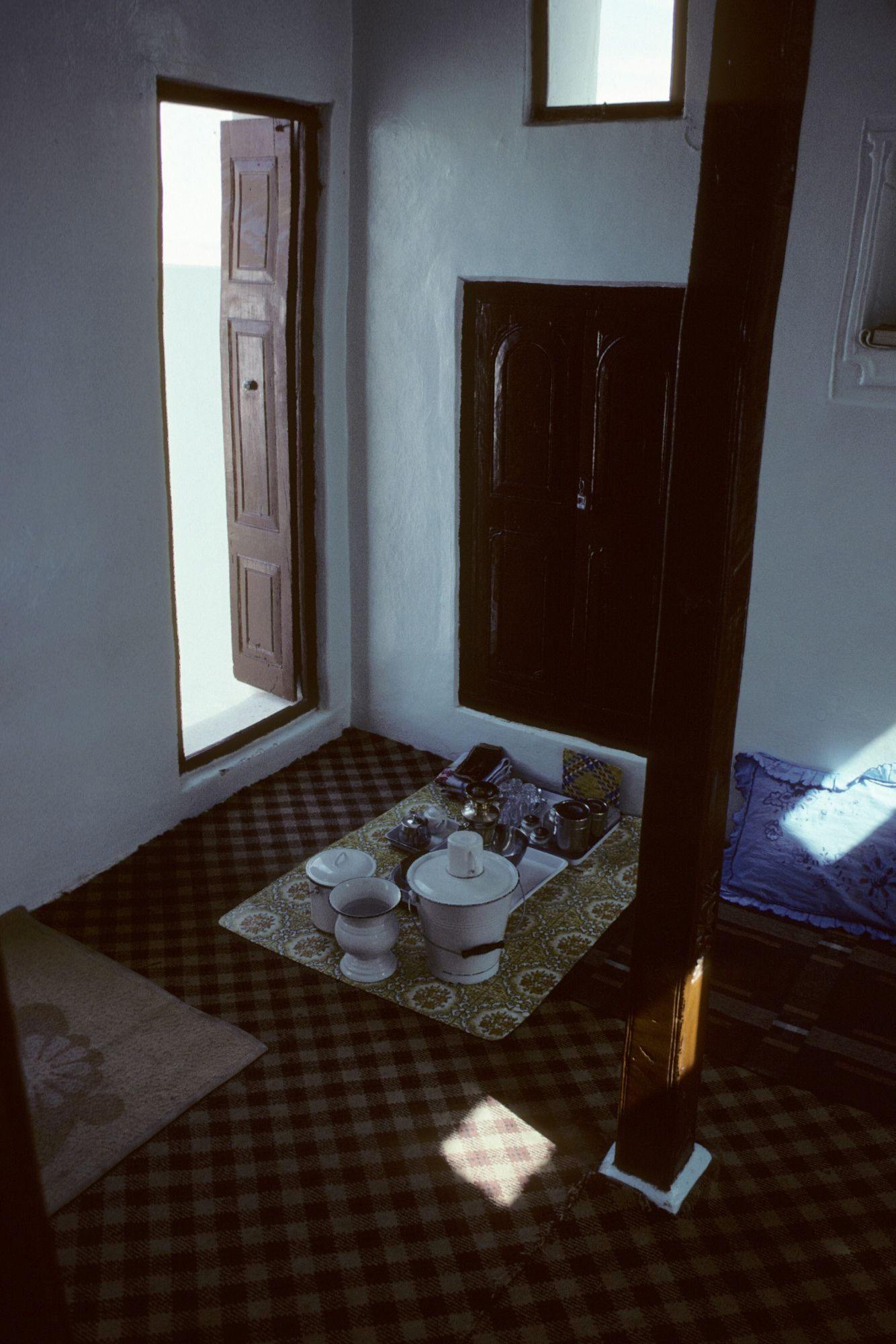
Interior de uno de los edificios
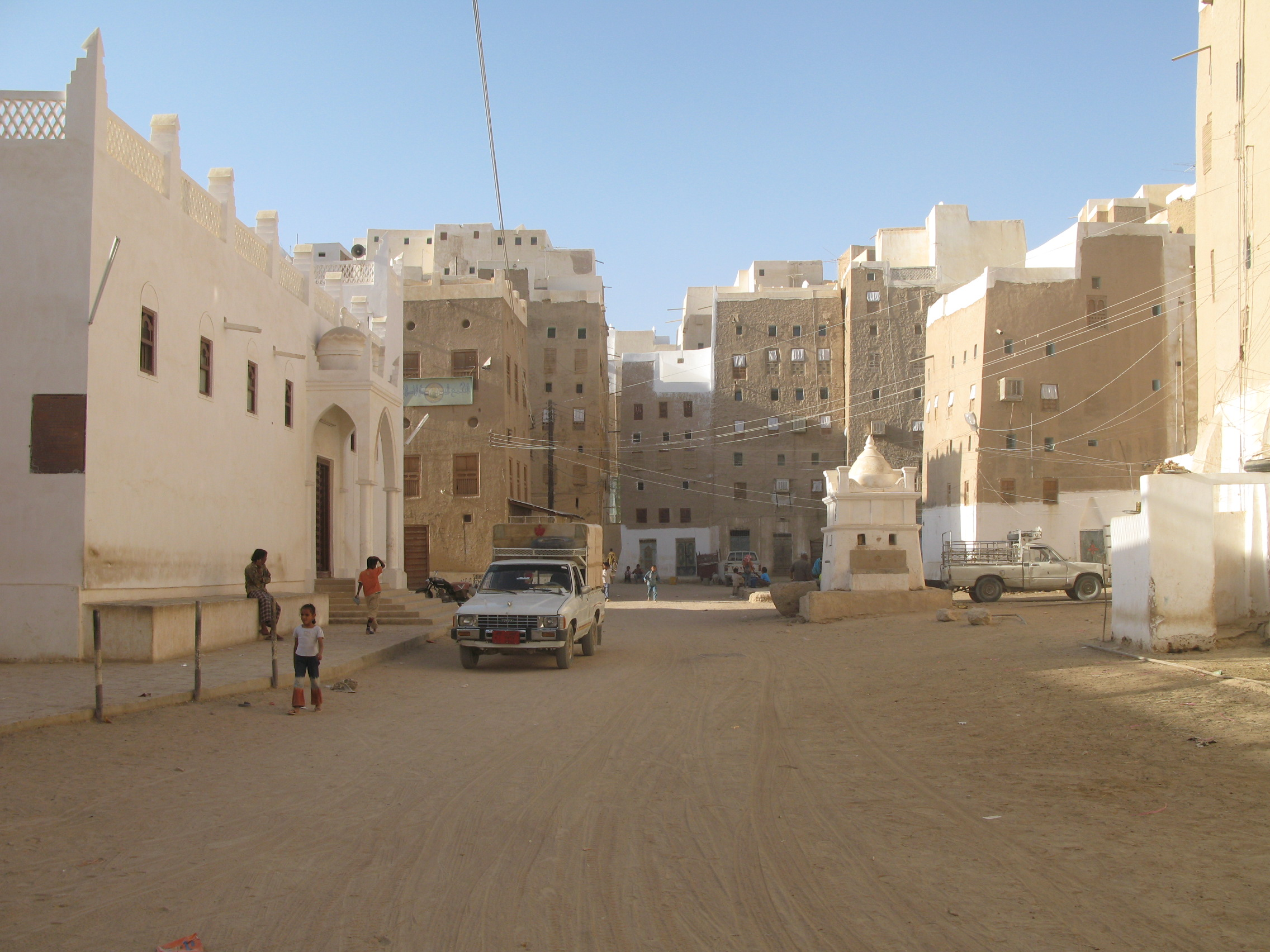
Calle de la ciudad
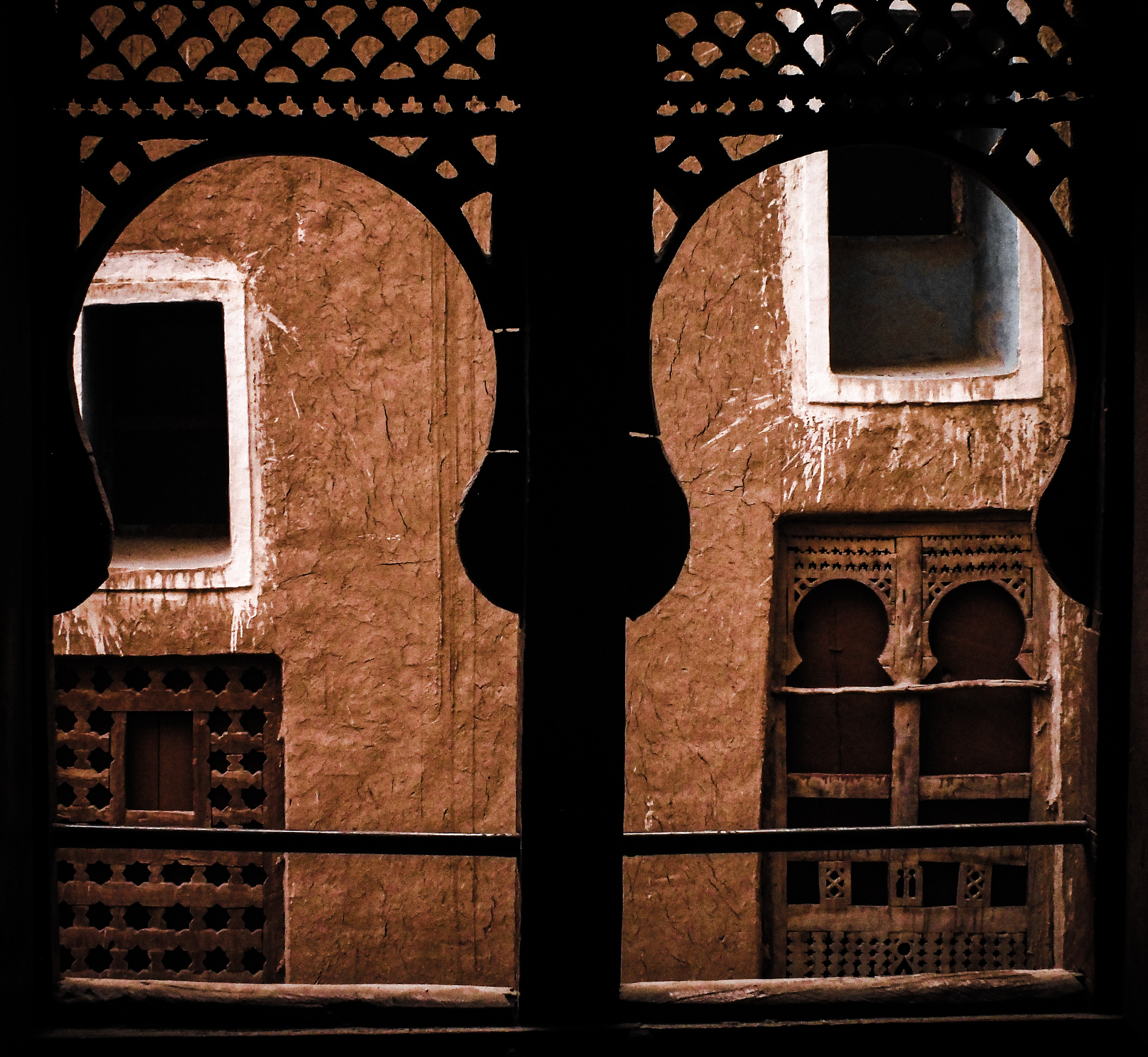
Ventanas de madera
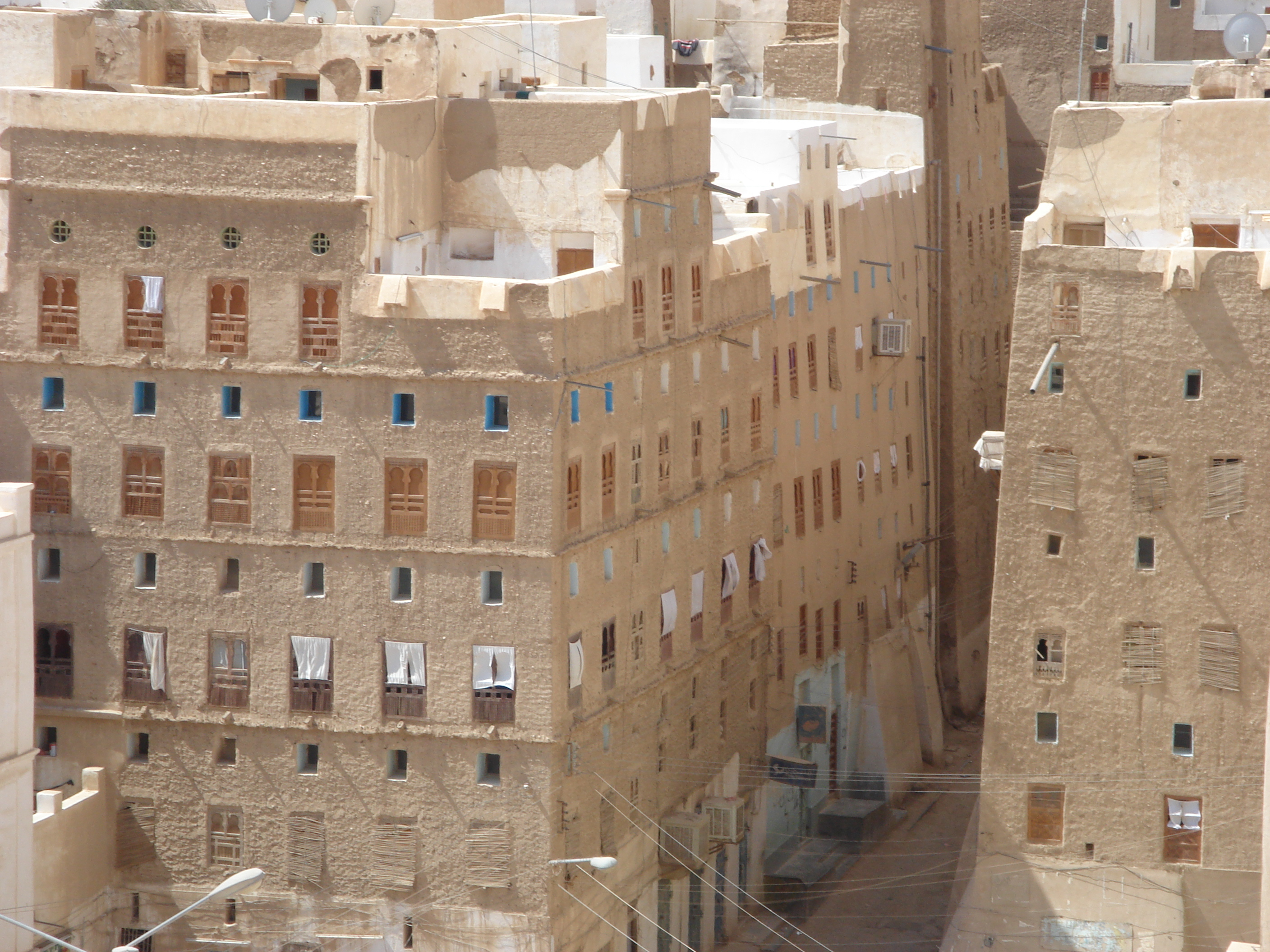
Edifícios de Shibam con balcones
- Video de escenas de Shibam